# Falces
Falces (en euskera: Faltzes) es una villa y un municipio español de la Comunidad Foral de Navarra, situado en la merindad de Olite, en la Ribera Arga-Aragón y a 59,6 km de la capital de la comunidad, Pamplona. Cuenta con una población de 2353 habitantes (INE 2024).

## Geografía
Falces está situada en la parte suroeste de la Comunidad Foral de Navarra dentro de la región geográfica de la Ribera de Navarra a una altitud de 295 m s. n. m. Su término municipal tiene una superficie 114,89 km² y limita al norte con el municipio de Miranda de Arga, al este con los de Tafalla y Olite, al sur con los de Marcilla y Peralta, y al oeste con los de Andosilla y Lerín.

### Clima
Su clima es continental-mediterráneo y la pluviometría llega a 450 mm de media anual. Por tanto, encontramos un verano seco,
con lluvias irregulares y vientos del nornoroeste (cierzo en invierno), en verano, vientos del sursureste (bochorno).

## Historia

### Edad Antigua
Los primeros datos históricos que tenemos son del siglo I, cuando se aprecia el establecimiento de explotaciones agrarias, creando los romanos la Villa de San Esteban, y otros asentamientos repartidos por todo el territorio municipal.

### Edad Media
En el año 860 el emir Muhammad I, se dirigió contra la región de Navarra, arruinando y devastando todo su territorio, haciéndose dueño de varios castillos, entre ellos el de Falah'san (Falces).
Medio siglo más tarde, en 915, se disputa la batalla del Yabal-al-Bardí, en las Bardenas de Caparroso, en la que Sancho Garcés derrota y hace prisionero a Abd Allah, líder de los Banu Qasi. El rescate de este incluía la entrega de Falces y Caparroso, por lo que nuestro pueblo pasa a integrase definitivamente en la zona cristiana.
En el verano del año 924, un numeroso ejército musulmán capitaneado por el emir Abd al-Rahman III, atravesó nuevamente Navarra. El 13 de julio, y tras devastar Peralta, llegan a Falces, donde incendiaron los arrabales del castillo, todos los cultivos y los bienes que nuestro pueblo tenía.
Por esto Falces se convirtió en una importante tenencia cristiana en la frontera con el islam.
A mediados del siglo XIV, los falcesinos estaban sometidos a unos fuertes impuestos, dado que Carlos II de Navarra estaba siempre metido en guerras y le hacía falta mucho dinero.
Los vecinos del pueblo se negaron a pagar más, y el rey envió a Falces al Infante Don Luis. Los labradores salieron en masa a su encuentro y atacaron a la desprevenida comitiva, llegando a poner en peligro la vida misma del hermano del rey, que tuvo que huir a uña de caballo. No hubo muertos en la contienda, pero si heridos en la escolta del infante.
Los sediciosos temiendo la cólera del Infante huyeron hacia el Ebro para ganar Castilla y así escapar de la Justicia. Pero esta llegó, y por lo menos ocho de los diecinueve condenados sufrieron la pena de la horca. Además los oficiales reales arrasaron con todas las cosechas y bienes que se encontraron a su paso. Difícilmente se habrá hecho en Falces una expoliación tan sistemática y total como la que se realizó aquellos días.
Carlos III favoreció a la villa de Falces, en la que pasaba largas temporadas en su casa sita en el Huerto del Rey. En atención al progresivo descenso de habitantes que venía produciéndose desde finales del siglo XIV por diferentes causas como la peste, de suerte que en 1423 rebajó el importe de sus contribuciones por ciento un años.
En 1470 Falces es donado por el rey Juan II, con su castillo y sus pechas a mosén Pierres de Peralta y sus herederos.
Cuarenta y tres años más tarde, Fernando el Católico concedió a su poseedor don Alonso Carrillo de Peralta (nieto de mosén Pierres) y sucesores, el Marquesado de Falces.

### Edad Moderna
Hacia el año 1662, los falcesinos hartos de pagar impuestos al Marqués y la Iglesia, deciden sembrar ajos. Estos no tenían que pagar diezmos ni primicias por ser un fruto nuevo.[cita requerida]
El Virrey ordena en 1706, que Falces debe poner 120 hombres armados en Tudela para la guerra, conforme manda el fuero. Pero cansados los falcesinos de tanta batalla, decidieron que no mandaban a nadie. Llegó el comisario Santa Cruz con un compañero para hacer entrar a los rebeldes en razón, y estos fueron agredidos por el padre de uno de los alistados, muriendo uno de ellos por las heridas recibidas.[cita requerida]

## Demografía
Falces cuenta con una población de 2353 habitantes (INE 2024).
| Gráfica de evolución demográfica de Falces entre 1842 y 2021                                                        |
| |
| Población de derecho según los censos de población del INE Población de hecho según los censos de población del INE |

## Economía
La economía de Falces es más bien por agricultura y un par de fábricas que hay en el polígono, siendo muy importantes pues son las que dan trabajo en el pueblo y alrededores.
El concepto de deuda viva contempla solo las deudas con cajas y bancos relativas a créditos financieros, valores de renta fija y préstamos o créditos transferidos a terceros, excluyéndose, por tanto, la deuda comercial. La deuda viva municipal por habitante en 2014 ascendía a 952,93 €.
| Gráfica de evolución de la deuda viva del Ayuntamiento entre 2008 y 2014                                        |
| |
| Deuda viva del Ayuntamiento de Falces, en miles de euros, según datos del Ministerio de Hacienda y Ad. Públicas |

## Administración y política
| Periodo   | Nombre                           | Partido | Partido                                  |
| --------- | -------------------------------- | ------- | ---------------------------------------- |
| 1999-2007 | Clemente Amatriáin Azcona        |         | Agrupación Independiente Falcesina (AIF) |
| 2007-2011 | José Carlos García García        |         | Grupo Independiente de Falces (GIF)      |
| 2011-2019 | Valentín García Olcoz            |         | Agrupación Independiente Falcesina (AIF) |
| 2019-2023 | Sara Fernández Allo              |         | Partido Socialista de Navarra (PSN-PSOE) |
| 2023-act. | Gloria Antonia Ramona Olcoz Luis |         | Partido Socialista de Navarra (PSN-PSOE) |

| Partido político                                            | 2019  | 2019       | 2015  | 2015       | 2011  | 2011       | 2007  | 2007       | 2003  | 2003       | 1999  | 1999       | 1995  | 1995       | 1991  | 1991       |
| Partido político                                            | %     | Concejales | %     | Concejales | %     | Concejales | %     | Concejales | %     | Concejales | %     | Concejales | %     | Concejales | %     | Concejales |
| Partido Socialista de Navarra (PSN-PSOE)                    | 33,94 | 4          | 26,21 | 3          | 42,48 | 5          | —     | —          | 25.07 | 3          | 26,12 | 3          | 34,29 | 4          | 39,41 | 5          |
| SOS Falces                                                  | 29,51 | 4          | —     | —          | —     | —          | —     | —          | —     | —          | —     | —          | —     | —          | —     | —          |
| Agrupación Independiente Falcesina (AIF)                    | 28,82 | 3          | 46,10 | 5          | 53,36 | 6          | —     | —          | 57,09 | 7          | 40,48 | 5          | —     | —          | —     | —          |
| Euskal Herria Bildu (EH Bildu)-Bildu                        | 5,89  | 0          | 9,07  | 1          | —     | —          | —     | —          | —     | —          | —     | —          | —     | —          | —     | —          |
| Unión del Pueblo Navarro (UPN)                              | —     | —          | 17,43 | 2          | —     | —          | —     | —          | 16,01 | 1          | 23,35 | 2          | 51,37 | 7          | 36,21 | 4          |
| Izquierda Falcesina (IF)                                    | —     | —          | —     | —          | 0,00  | 0          | —     | —          | —     | —          | —     | —          | —     | —          | —     | —          |
| Grupo Independiente de Falces (GIF)                         | —     | —          | —     | —          | —     | —          | 79,37 | 10         | —     | —          | —     | —          | —     | —          | —     | —          |
| Eusko Abertzale Ekintza-Acción Nacionalista Vasca (EAE-ANV) | —     | —          | —     | —          | —     | —          | 15,18 | 1          | —     | —          | —     | —          | —     | —          | —     | —          |
| Euskal Herritarrok (EH)                                     | —     | —          | —     | —          | —     | —          | —     | —          | —     | —          | 9,04  | 1          | —     | —          | —     | —          |
| Candidatura de Izquierdas (CI)                              | —     | —          | —     | —          | —     | —          | —     | —          | —     | —          | —     | —          | 7,17  | 0          | —     | —          |
| Plataforma de Independientes de España (PIE)                | —     | —          | —     | —          | —     | —          | —     | —          | —     | —          | —     | —          | 6,23  | 0          | —     | —          |
| Agrupación Falcesina Independiente (AFI)                    | —     | —          | —     | —          | —     | —          | —     | —          | —     | —          | —     | —          | —     | —          | 22,31 | 2          |

En las elecciones municipales de 2011 la proclamación de la candidatura de la agrupación de electores Izquierda Falcesina fue anulada por sentencia del Tribunal Supremo por ser una candidatura coartada la ilegalizada formación Batasuna motivo por el que pese a figurar como candidatura proclamada le fueron computados 0 votos.

## Cultura

### Patrimonio
- Parroquia de Santa María
- Ermita del Salvador
- Castillo de los Moros

### Fiestas y eventos
Durante las fiestas patronales, que la localidad celebra en honor de la Virgen de Nieva, todos los días, salvo el dedicado a los más pequeños -aunque este año también se celebrará por coincidir con festivo-, las vaquillas, los mozos y el monte son protagonistas de un espectáculo sin igual que atrae tanto a oriundos como a foráneos.
La cita comienza a las 9:00, aunque una hora y media antes tiene lugar el llamado encierrillo, momento en el que las vacas son conducidas desde la cabrería por el recorrido hasta el corral del Pilón (De ahí su nombre: Encierro del Pilón). El silencio con el que se lleva a cabo esta tradición contrasta con la locura que se desata cuando el txupinazo anuncia el inicio de una carrera en la que el público observa desde lo alto del monte y los mozos corren delante de las vacas por un escarpado recorrido cuesta abajo de 800 metros -antiguo camino de Lerín- flanqueados por el muro de la montaña, a un lado, y por el barranco, al otro.

### Deporte
La localidad cuenta con un club de fútbol: El C.D. Falcesino. Los partidos los disputa en el campo de fútbol de San Esteban, de hierba artificial.

## Personas célebres
- Peio Etxarri (1960-): músico
- Pedro Iturralde (1929-2020): músico
- María Ángeles Mezquíriz (1929-): arqueóloga